# La sangre de Roma (novela)
La sangre de Roma (Título original: Blood of Rome) es el decimoséptimo libro de la serie Águila, de Simon Scarrow. Esta saga narra las peripecias de dos legionarios, Cato y Macro, en las legiones del Imperio Romano a mediados del siglo I d. C.

## Argumento
En Roma, Nerón es el nuevo emperador, ahora ya sin oposición posible a su poder. El tribuno Cato y el centurión Macro, al mando de la Segunda Cohorte pretoriana, son destinados a las provincias orientales del Imperio como escolta del general Córbulo, que tiene como misión iniciar una campaña militar que permita recuperar Armenia del control del Imperio Parto.
Como primera fase de la campaña, mientras reúne el grueso de sus legiones, el general Córbulo decide enviar a Cato y Macro a Artaxata, la capital de Armenia, para derrocar al rey Tiridates I, hermano de Vologases I de Partia, y colocar en el trono al rey  Radamisto, un íbero aliado de Roma. Para ello, Cato y Macro contarán con su propia cohorte, con algunas tropas auxiliares entre las que destaca una cohorte de honderos baleares y con el ejército del rey Radamisto.
Los dos veteranos soldados deberán conducir su ejército atravesando un territorio armenio repleto de tropas partas, pero pronto descubrirán que al peligro de sus enemigos se añade el de su propio aliado Radamisto, que por su actitud desafiante y traicionera ante Cato, y sus violentas y sanguinarias acciones contra la población autóctona, puede poner en riesgo toda la operación provocando un levantamiento armenio contra un rey al que no reconocen como propio.